# Comat Galați
Comat Galați este o companie specializată în comercializarea produselor industriale din România.
Compania comercializează o serie de produse industriale printre care tablă, materiale folosite în industria ușoară și chimică, armături și obiecte sanitare, metale neferoase, aparatură electrică sau materiale de construcții.
Principalul acționar este Constantin Cătălin Chelu, care deține 32,78% din acțiuni, un alt acționar important fiind SIF Moldova, cu 10,7% din titluri.
Cifra de afaceri în 2006: 3,8 milioane lei